# Starszy bosman sztabowy
Starszy bosman sztabowy (st. bsm. szt.) – wojskowy stopień podoficerski w polskiej Marynarce Wojennej, odpowiadający starszemu sierżantowi sztabowemu w Wojskach Lądowych i Siłach Powietrznych.

## Geneza
Bosman jest najstarszym podoficerskim tytułem stosowanym na okrętach. Z języka angielskiego boat swain (skrótowiec bosun) oznaczał kierującego pracą na łodzi. W Polsce termin bosman pojawił się w XVI wieku. Podobnie jak w innych marynarkach wojennych dotyczył osoby, która wykonywała rozkazy kapitana lub oficera i zajmowała się utrzymaniem porządku, konserwacją urządzeń, stawianiem żagli oraz wykonywaniem pozostałych prac pokładowych na okręcie. Z czasem, tak jak i inne tytuły bosman przekształcił się w stopień wojskowy.

## Użycie
W Wojsku Polskim prowadzony w 1967 roku. Został umiejscowiony w hierarchii pomiędzy bosmanem sztabowym, a młodszym chorążym marynarki. Od momentu utworzenia jest odpowiednikiem starszego sierżanta sztabowego. Stopień wojskowy starszego bosmana sztabowego jest tymczasowo utrzymany, z przeznaczeniem do likwidacji. W związku z tym nie jest zaszeregowany dla którejkolwiek grupy uposażenia, ani nie jest określony w kodzie NATO.
W Siłach Zbrojnych PRL należał do grupy podoficerów starszych.